# Aquilarhinus
Aquilarhinus — рід качкодзьобих динозаврів, що існував у ранньому кампанському віці (бл. 81-80 млн років тому). Рештки знайдені на території національного парку Біг-Бенд, Тексас, США. Описано один вид – Aquilarhinus palimentus.
Найхарактернішою ознакою був відносно широкий череп з хрящовими шуфлеподібними виростами щелеп, що, ймовірно, допомагали збирати м'яку рослинність з води.
Разом із Latirhinus uistslani утворюють кладу, сестринську до Saurolophidae.